# وانگ لیکون
وانگ لیکون (انگلیسی: Wang Likun؛ زادهٔ ۲۲ مارس ۱۹۸۵) بازیگر اهل چین است.
از فیلم‌هایی که وی در آن‌ها نقش داشته است، می‌توان به سفر به غرب: بازگشت شیطان و تفویض خدایان اشاره نمود.